# こいはなび
「こいはなび」は、高岡亜衣の8枚目のシングル。

## 概要
- 前作に引き続き、2曲と表題曲のインスト1曲。
- タイアップは『キッズ・ウォー』の制作陣によるドラマ『こどもの事情』のエンディングテーマ。
- 自身3番目の売り上げとなった。
- 3枚目のアルバム『fiction』の冒頭に収録。収録順に次いで、カップリングの「あなたのココロ晴れますように」も収録している。また、表題曲はコンピレーションアルバム『GIZA studio 10th Anniversary Masterpiece BLEND 〜LOVE Side〜』『GIZA studio presents -Girls-』に収録される。

## 収録曲
全作曲:高岡亜衣
1. こいはなび
作詞高岡亜衣 編曲:中野純吾（ストリングスアレンジ：池田大介）
2. あなたのココロ晴れますように
作詞:高岡亜衣 編曲:岡本仁志
3. こいはなび ～Instrumental～
編曲:中野純吾（ストリングスアレンジ：池田大介）

## 参加ミュージシャン
- 増崎孝司 from DIMENSION（ギター／ベース）
- 大楠雄蔵 from OOM（キーボード）
- 岡本仁志 from GARNET CROW（ギター）
- 大田紳一郎 from doa（コーラス）

## 収録アルバム
- fiction（#1、2）
- GIZA studio 10th Anniversary Masterpiece BLEND 〜LOVE Side〜（#1）
- GIZA studio presents -Girls-（#1）